# Movavi Video Editor
Мовавика видео, Movavika Video (до 3.09.2024 г. Мовави видео редактор, Movavi Video Editor)  — семейство видеоредакторов для нелинейного монтажа, разработанное российской компанией Мовавика в 2004 году для операционных систем Windows и Mac OS. Семейство видеоредакторов является средним по техническому потенциалу.

## Версии редакторов
Movavi Video Editor Plus — условно бесплатный видеоредактор для нелинейного монтажа, созданный в 2017 году, начиная с 14 версии (Movavi Video Editor 14). Имеет больше возможностей для работы с файлами, в отличие от базовой версии. В настоящее время[когда?] активно развивается и получает регулярные (сезонные) обновления. Более крупные обновления проходят 1 раз в год.
Movavi Video Editor являлся условно бесплатной базовой версией редактора, вплоть до упразднения. Он отличался меньшей функциональностью, связанной с ограниченным количеством видеодорожек, отсутствием анимации объектов, меньшим количеством фильтров и др.

## Основные возможности
- Монтаж, нарезка фрагментов видео;
- Работа с аудио;
- Возможность загружать и пользоваться платными эффектами от Movavi;
- Загрузка готового видео на YouTube, Google Drive, Vimeo;
- Импорт и экспорт файлов в огромном количестве форматов[2]

## Продажа
Компания Movavi продаёт свои товары, в том числе видеоредакторы, в виде цифровых ключей. Цифровые ключи от видеоредакторов продаются на официальном сайте разработчика, а также в онлайн-магазинах партнёров, в том числе Amazon, App Store, Allsoft, Ozon, Walmart и Steam. Также существуют магазины, не являющиеся прямыми партнёрами, но тоже торгующие лицензионными ключами от программ Movavi, в основном от прошлых версий редактора.

## Обзоры и критика
По версии веб-сайта https://ru.trustpilot.com/, видеоредактор получил средний балл 4,9 из 5.

## Различные редакции одних и тех же версий
Программы Мовавика, каждой версии, обычно выпускаются в двух различных редакциях — евразийская, в оригинале не содержащая русскоязычного интерфейса, и российская, содержащая файлы с русскоязычной поддержкой. Такие версии идентичны по функциональности, но имеют различные номера сборок, прописанные в программном файле, название которого начинается с надписи build, с расширением inf.